# Felix Maria von Exner-Ewarten
Felix Maria von Exner-Ewarten (Viena, 23 de agosto de 1876 – Viena, 7 de fevereiro de 1930) foi um meteorologista e geofísico austríaco.

## Vida
Filho de Siegmund Exner-Ewarten e Emilie Exner. Começou a estudar física em 1895. Em 1904 foi nomeado Privatdozenten na Universidade de Viena, eleito em 1904 membro da Academia Leopoldina. Em 1910 foi professor da Universidade de Innsbruck, em 1917 diretor da Zentralanstalt für Meteorologie und Geodynamik em Viena.
Publicou em 1912 o artigo Dynamische Meteorologie (com Wilhelm Trabert) na Encyklopädie der mathematischen Wissenschaften.

## Obras
- Dynamische Meteorologie, 1925
- Gravitationswellen in der Atmosphäre; In: Sitzungsberichte, Volume 138 (1929), p. 223–244